# Crushed Velvet Apocalypse
Crushed Velvet Apocalypse – album z 1990 roku autorstwa grupy The Legendary Pink Dots. W 2001 ukazała się polska reedycja płyty, wydana przez SPV Poland.

## Lista utworów
1. „I Love You In Your Tragic Beauty” – 4:40
2. „Green Gang” – 7:38
3. „Hellsville” – 5:42
4. „Hellowe’en” – 1:17
5. „The Safe Way” – 4:31
6. „Just a Lifetime” – 7:40
7. „The Death Of Jack the Ripper” – 5:20
8. „New Tomorrow” – 9:53
9. „Princess Coldheart” – 6:40 *
10. „The Pleasure Palace” – 8:10 *
11. „The Collector” – 5:20 *
12. „C.V.A.” – 1:15 +

(*) Nie zawarte na płycie długogrającej ani kasetach – występuje tylko na płycie kompaktowej i Princess Coldheart 12".
(+) Dodatkowy utwór na płycie kompaktowej.

## Skład
- Qa’Sepel (Edward Ka-Spel) – wokal, instrumenty klawiszowe
- The Silver Man (Phil Knight) – instrumenty klawiszowe, sample, perkusja
- Bob Pistoor – gitary, bas
- Neils van Hoorn – flet, saksofony, clarnet basowy
- Hanz Myer – instrumenty electroniczne, obój

### Personel pomocniczy
- Hanz Myre – inżynier